# 烏䲁
烏䲁（學名：Atrosalarias fuscus），為輻鰭魚綱鳚形目䲁科烏䲁屬的一種，分布於印度西太平洋紅海至巴基斯坦及澳洲海域，深度2至12公尺，本魚體長橢圓形，稍側扁，頭鈍短，頭部有觸鬚，上下唇具鋸齒緣，體色深棕色至黑色，尾鰭有時帶有棕黃色，幼魚呈均勻的黃色，體長可達14.5公分，棲息在沿海河口、水淺的海灣、珊瑚礁區，通常躲在死珊瑚洞穴，以藻類為食，雌魚產附著性卵，雄魚有護卵行為。